# Маврикиева пальма
Маврикиева пальма, или Мавриция, или Мауриция (лат. Mauritia) — род веерных пальм из трибы Lepidocaryeae, происходящих из тропиков Южной Америки. 

## Описание видов
Род Мавриция имеет два вида. Наиболее известна Mauritia flexuosa L. — мавриция извилистая [syn.  Mauritia vinifera Mart. — мавриция винная]. Второй вид — Mauritia carana Wallace ex Archer — карана [syn.  Orophoma carana (Wallace ex Archer) Spruce ex Drude].

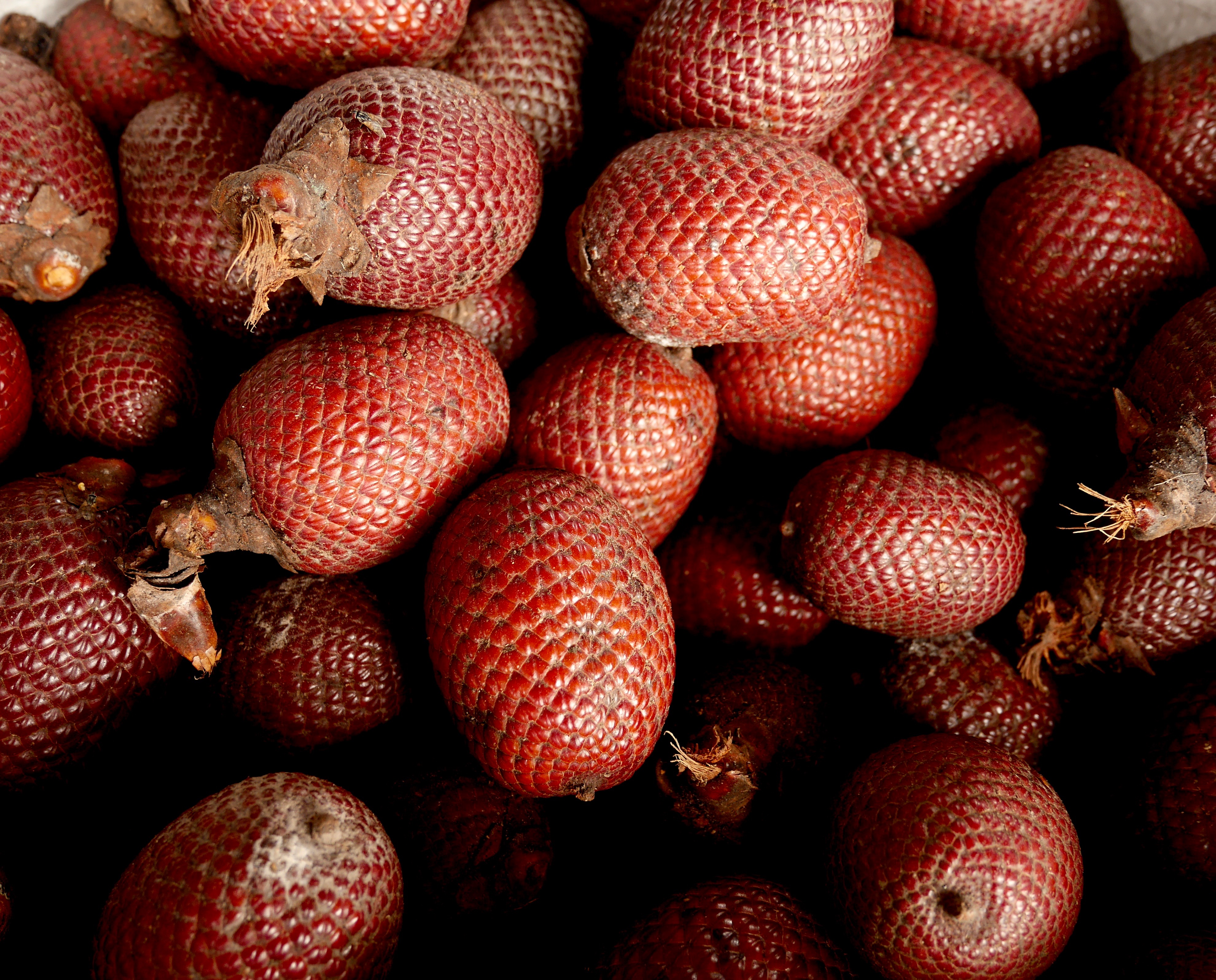
Плоды мауриции извилистой.

Мавриция извилистая — веерная пальма, достигающая до 40 м высоты. Ствол сероватый, гладкий. Пальчато-рассеченные гигантские листья, образующие громадную крону, достигают до 11/2 м в поперечнике; черешок до 3 м длины. Соцветия до 2-3 м. Цветки раздельнополые; чашечка колокольчато-трехлопастная, венчик трехраздельный; стаминодии в женском цветке срослись с венчиком; в мужском цветке тычинки срослись только у основания. Плоды — ягоды — собраны в ложные соплодия, по виду напоминающие еловые шишки.
Это вид широко распространён на севере и в центральной Южной Америке и на некоторых Вест-Индских островах.
Эта пальма широко используется местными жителями. Её сочные плоды, особенно популярные в Перу, съедобны, вкусны и питательны, из них также производится также масло бурити. Из сока делается сладкий опьяняющий напиток (вино), крахмалистая сердцевина стебля доставляет очень питательную муку. Ценятся и её прочные листовые волокна, идущие на разного рода плетения. Туземцы в устьях Ориноко строили, по свидетельству Александра Гумбольдта, на этих деревьях свои воздушные жилища; для этого они связывали стволы мавриции, растущей всегда по несколько экземпляров рядом, веревками, укрепляли на них циновки, наносили землю и на таком фундаменте строили свои хижины. Весь материал для постройки такого жилища (веревки, циновки, материал для хижин) доставляла индейцам та пальма, на которой они жили; она же давала всё необходимое для пищи и одежды. Такие воздушные жилища устраивались индейцами на случай наводнения.